# Skyforge
 (janvier 2015).
Si vous disposez d'ouvrages ou d'articles de référence ou si vous connaissez des sites web de qualité traitant du thème abordé ici, merci de compléter l'article en donnant les références utiles à sa vérifiabilité et en les liant à la section « Notes et références ».
Skyforge est un MMORPG free to play développé par l'équipe russe Allods Team en collaboration avec Obsidian Entertainment et édité par My.com.

## Trame

### Univers
Skyforge est situé dans un monde de science-fiction où ont survécu malgré le temps des aspects médiévaux et fantasy qui sont mélangés. 
Ainsi les mortels et de puissants immortels dont les anciens dieux supérieurs, vivent dans un monde ayant gardé l'héritage d'un long passé technique côtoyant les dernières techniques de pointe.

### Synopsis
Dans l'univers de Skyforge, les dieux tirent leurs pouvoirs de leurs adeptes et des prières des mortels qui croient en eux. La planète Aelion était autrefois un monde libre et protégé par la plus grande divinité nommé Aeli qui a aidé la civilisation de ce monde à s'épanouir. Aeli a disparu, laissant derrière lui un monde qui n'est protégé que par les Immortels (dont les joueurs) et quelques dieux mineurs. Sans un dieu puissant pour protéger le monde, Aelion est devenue une cible pour les armées de dieux hostiles, qui souhaitent prendre le contrôle d'un nouveau monde et y asseoir leur propre pouvoir. Le monde est constamment sous la menace d'invasions cataclysmiques. Finalement, les joueurs qui auront le prestige, la renommée, et leurs propres adeptes pour devenir eux-mêmes de puissantes divinités supérieure, pourront ainsi protéger Aelion et contrer ces invasions.

### Disponibilité
Skyforge est directement téléchargeable sur le site My.com. Il est également disponible sur diverses plateforme : Steam, PS4, Xbox

## Système de jeu

### Principes de bases quant à la gratuité
Ce jeu peut être joué en presque totalité gratuitement et une bonne partie des ressources et moyens de payer certains achats en jeu en ressources ou autre moyen peut aussi se faire via des achats dans la boutique intégrée et l'utilisation de la connaissance du jeu pour éviter les erreurs regrettables. Donc, selon vos possibilités et souhaits, vous pourrez jouer patiemment gratuitement ou moins patiemment en achetant dans la boutique le nécessaire pour abréger votre parcours vers l'obtention d'un objectif précis en jeu comme regrouper assez de ressources en jeu d'un type pour les échanger contre un bien, du type souhaité  comme une arme ou une option, néanmoins certains contenus ne sont accessibles que ponctuellement voire que en jouant car non achetables.

### Divinité et Foi
Vous avez découvert que le destin s'est joué de vous et vous a accordé le grand pouvoir de l'immortalité vous accablant ainsi d'une grande responsabilité envers vos semblables et les mortels, vous aspirez à devenir le meilleur des premiers et à inspirer la foi en vous aux seconds car leurs prières dans la cathédrale qui vous est dédiée contribueront de manière notable à votre puissance qui est l'élément essentiel en jeu pour vous permettre d'accomplir les tâches que les anciens vous donnent à accomplir quotidiennement pour faire progresser la défense de votre monde contre les envahisseurs et les problèmes internes. 
Les fidèles acceptant de vous prier après avoir vu vos exploits ou avoir été sauvé par vous s’acquièrent de diverses manières en jeu et, plus ils sont nombreux à être inscrit dans votre cathédrale, plus la part de votre puissance qui en dépend croît !
En tendant vers une élévation de votre prestige, vous travaillez patiemment votre progression vers la divinité la plus aboutie, vous commencez modestement, vous êtes faible et prometteur mais pour exprimer jusqu'au bout votre potentiel et devenir un dieu supérieur, il va falloir chaque jour y travailler et mériter votre réputation par des actes héroïques le plus souvent.
Le prestige dépend entre autres de votre équipement et de vos efforts à accomplir des exploits, ce qui représente un autre pan de votre puissance, en jouant vous recevez une ressource à dépenser dans un lieu dédié qui permet de faire progresser votre puissance indépendamment des fidèles.
La foi que vous recevez par divers moyens mais surtout à terme que vous accordent les actes et les prières de vos dévoués adeptes vous servira tel une réserve renouvelable à assurer vos dépenses nécessaires dans cette énergie précieuse pour vous transformer en un être temporairement plus puissant et accomplir plus facilement les actions qui sont à votre portée d'ordinaire ou à réaliser celles qui ne sont à votre portée que une fois transformé pour exprimer toute votre puissance.

### Classes
Contrairement à beaucoup de jeux du même genre, le système ne permet pas de jouer qu'un seul personnage mais qui a accès à toutes les classes actuellement débloquées dans le compte du joueur à partir d'un seul personnage bien que généralement l'utilisateur adopte une classe de prédilection, il est judicieux de savoir jouer toutes les classes au moins sommairement car les groupes recrutent selon leurs besoins en termes de classe et de rôle en jeu. Il est possible de passer d'une classe à une autre en quelques secondes sous conditions puis, si on possède l'option pour, on peut dépenser de la foi pour changer de classe malgré les conditions qui normalement empêchent ce changement.
Au début du jeu, les classes sont réparties en trois catégories qui sont Support, Défense et Attaque, sauf cas particulier, vous débutez avec 3 classes disponibles ( Lumancien, Cryomancien, Paladin) et c'est au fil du développement du personnage qu'il sera possible d'en débloquer de nouvelles via une dépense en ressource dédiée à cet effet dans un des temples dédiés à une classe visitable le panel des Provinces.
- Les 3 classes support :Lumancien, Alchimiste, Decibel
- Les 3 classes Defense : Paladin, Chevalier, Saronide
- Les 11 classes Attaque :Cryomancien, Kinétic, Archer, Nécromancien, Assassin, Artilleur, Moine,  Sorcier/Sorcière, Berserker, Flingueur, Revenant

A noter que le Flingueur est disponible gratuitement dans un pack de bienvenue sur la plateforme Steam, ce qui permet de commencer le jeu avec une classe supplémentaire.

### Les Provinces
Les Provinces sont un ensemble de zones de missions à effectuer dont une suite qui permet de réaliser la progression initiale minimale pour cheminer jusqu'à sa première étape de divinité et pouvoir transformer son personnage en une incarnation plus puissante le temps d'un timer/décompte. 
Mais ce sont aussi d'autres missions de différents types qui font une bonne part de diversité des activités proposées qui sont la richesse de ce jeu. 
Chaque région comprend donc une partie du cheminement vers la première étape vers la divinité puis des zones hors cheminement, un bastion, des temples de classe où débloquer et perfectionner la maîtrise de son personnage dans une classe précise. 
Chaque bastion contient un arbre de talents qui permet le développement du personnage, en débloquant de nouvelles capacités ou en augmentant des caractéristiques. 
Chaque temple donne accès à une nouvelle classe moyennant une dépense de ressource dédiée obtenue patiemment généralement en jouant. 

### Panthéons
Dans tout jeu de ce type, les joueurs se regroupent pour former une guilde ou équivalent mais portant dans ce jeu le nom de Panthéon.
Un tel regroupement de joueurs est très utile voire nécessaire pour progresser dans ce jeu car certaines activités ne peuvent s'accomplir seul et pouvoir former un groupe assez important permet d'accéder à certaines activités clef du jeu nécessaires à la progression du personnage vers la divinité supérieure à laquelle il se doit d'aspirer.
Donc rejoindre un panthéon est une nécessité avec le petit plus de bénéficier de la camaraderie des autres membres qui généralement partagent leurs connaissances du jeu pour aider les jeunes divinités à progresser et à renforcer le panthéon pour avoir des bonus pour ses membres et d'autres avantages.

### Temps nécessaire pour jouer et remarque
Ce jeu nécessite une à deux bonnes heures de jeu quotidiennement pour un résultat probant, on alterne divertissement et simple occupation pour atteindre les objectifs donnés par le jeu et ceux que on se fixe soi-même. Un des grands défis de ce jeu est de soigner la réputation de son personnage en tant que joueur pour être plus facilement accepté dans des groupes et ainsi progresser plus facilement, savoir jouer un peu toutes les classes dont une à fond aide réellement pour se proposer à un groupe et ainsi avoir accès aux activités les plus importantes.